# Кастро-Кальделас
Кастро-Кальделас (гал. Castro Caldelas, ісп. Castro Caldelas) — муніципалітет в Іспанії, у складі автономної спільноти Галісія, у провінції Оренсе. Населення — 1594 осіб (2009).
Муніципалітет розташований на відстані близько 380 км на північний захід від Мадрида, 35 км на схід від Оренсе.
Муніципалітет складається з таких паррокій: Алайс, О-Бурго, Камба, Кастро-Кальделас, Фольгосо, Масайра, Парадела, Педроусос, Побоейрос, Сан-Пайо-де-Абеледа, Санта-Тегра-де-Абеледа, Сас-де-Пенелас, Трабасос, Тронседа, Віламайор-де-Кальделас, Вім'єйро.

## Демографія
Динаміка населення (INE ):

## Галерея зображень

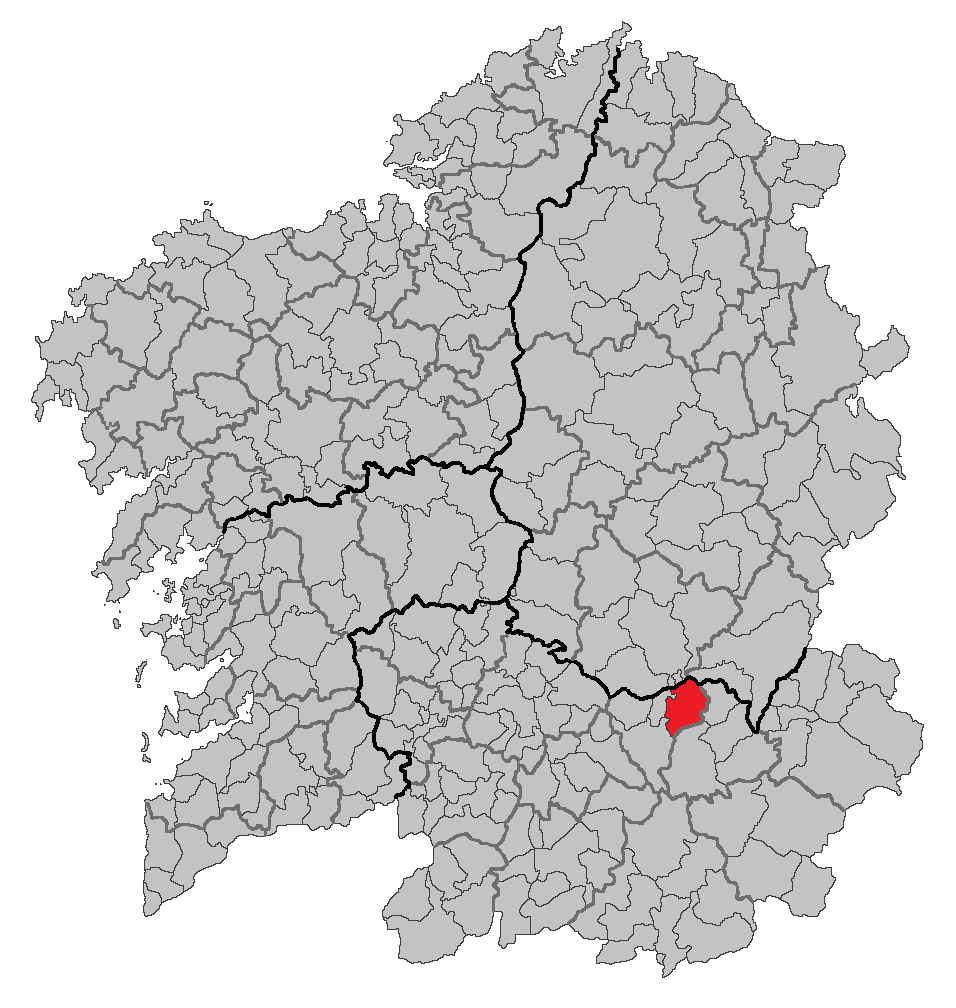
Розташування муніципалітету